# Kecamatan Pesisir Utara
Kecamatan Pesisir Utara är ett distrikt i Indonesien.   Det ligger i provinsen Lampung, i den västra delen av landet, 400 km väster om huvudstaden Jakarta.